# Ibrahima Sylla
Ibrahima Sory Sylla, né le 1er avril 1956 à Kaolack (Sénégal) et mort le 30 décembre 2013 à Paris 12e (France), est un producteur de musiques africaines et afro-latines de nationalité sénégalaise,,.
Il est le fondateur du label Syllart Records.
Il a produit un grand nombre d'artistes africains.

## Biographie

### Origines familiales
Ibrahima Sylla est né le 1er avril 1956 à Kaolack, au Sénégal, d'un père diakhanké de Télimélé en Guinée, grand chef religieux de la confrérie des tidiane et d'une mère malienne bambara de la région de Ségou.
Son père El Hadj Hassan Sylla avait un frère jumeau El Hadj Hussein Sylla qui étaient de hauts dignitaires de l'Islam Tidiane de l'ethnie des Diakhankés originaire de la Guinée. Les deux frères jumeaux s'installent à Dakar alors capitale de l'AOF dans les années 1940.
Les connaissances ésotériques leurs venaient d'une lignée familiale et faisaient de la famille Sylla, une famille respectée. Son père était le marabout de nombreux chefs d'État africains. Ibrahima Sylla a ainsi bénéficié dès son plus tendre âge d'un environnement culturel africain très varié, voyageant dans la plupart des capitales africaines durant son enfance.

### Enfance et adolescence
Son père était installé à Abidjan (Côte d'Ivoire) comme marabout auprès du président Félix Houphouët-Boigny lorsque Ibrahima Sylla, cadet de sa famille naît. Sa famille repart vivre à Dakar alors qu'il n'a que deux ans. Entre 8 et 9 ans il est élevé par une des nombreuses épouses de son père à Nioro du Sahel (Mali). Entre 13 et 14 ans, son père l'envoie parfaire l'enseignement théologique dans une école coranique au Tchad.
Revenu à Dakar, il fait ses études secondaires au lycée Van Vollenhoven (actuellement Lycée Lamine Gueye). Il grandit à Dakar - Plateau, centre ville résidentiel de Dakar, ayant accès à la vie urbaine, aux musiques qui venaient d'Amérique du Nord et de Cuba qui était pour lui, panafricaniste et anti-impérialiste engagé, lieu de modèle du métissage culturel. À l'âge de 21 ans, il quitte le Sénégal pour poursuivre ses études universitaires à la faculté de Tolbiac à Paris.

### Influences musicales et début de la carrière
Issu d'une grande famille de 73 frères et sœurs. Avec de nombreuses fêtes de baptêmes dans la famille Sylla (le frère jumeau de son père avait aussi quatre femmes, et entre les deux frères, il y avait 73 enfants), Ibrahima Sylla a observé les griots du Sénégal, la Gambie et du Mali, qui ont été invités à effectuer leurs arts à ces occasions . Lorsqu'il a voyagé à l'étranger avec son père, il a passé du temps dans toutes les grandes villes africaines à acheter des disques, et assister à des fêtes en l'honneur de celui-ci.
À Paris, il fait partie de la seconde vague des étudiants d'Afrique Subsaharienne envoyés en France. Il rencontre ses compatriotes du Sénégal et autres Africains avec qui il partage sa passion pour les musiques cubaines. Très vite, il se construit une collection de vinyles cubains (8000 vinyles) écumant tous les disquaires parisiens et provinciaux et achetant des licences sur des catalogues de musiques cubaines. Il est un passionné de musiques noires américaines et un collectionneur des vinyles de James Brown et Otis Redding. En France il découvre Bob Marley dont il devient un grand fan et dont il sera un des promoteurs de sa musique au Sénégal (et produira le premier album d'Alpha Blondy). Il apprécie aussi des groupes tels que UB40, The Specials les Rolling Stones et les Beatles. Très vite, il abandonne ses études et décide de s'investir dans le monde de la production musicale. La demande de la diaspora africaine pour écouter les musiques africaines et le manque d'infrastructures en Afrique enfin le désintéressement des majors de disques pour les musiques africaines vont le pousser à s'investir dans la production musicale.
En 1978, il retourne au Sénégal et devient assistant dans le studio Golden Baobab de Francis Senghor, fils du président sénégalais de l'époque. Il fait produire sous son premier label Jaambar, l'Orchestra Baobab, groupe de fusion mbalax et afro-cubain, puis l'Étoile de Dakar avec son jeune chanteur de 20 ans, Youssou N'Dour. Ces deux premières productions sont des succès.
En 1986, alors qu'il produit l'album de Nahawa Doumbia et souhaite produire Kassé Mady Diabaté et Amy Koita à Bamako, il rencontre la femme avec qui il partagera toute sa vie, une malienne née à Bamako, il l'épousera un an plus tard. Elle lui donnera ses cinq enfants.

## Carrière

### Le labelSyllart Records
En 1981, il fonde son label Syllart Records et rentre s'installer à Paris. De Paris, il construit un réseau avec les premiers musiciens africains installés. Mais surtout, il passe son temps à dénicher des artistes dans toute l'Afrique Francophone. Il produit le premier album d'Ismaël Lô, membre du groupe Super Diamono, l'album Natt avec le titre Tadieu Bone qui est immédiatement un énorme succès au Sénégal et ouvre des perspectives internationales au jeune chanteur.
Puis, ce sera Kiné Lam, Ouza. Très vite, il ne se limite pas à son pays de nationalité, il part dans le pays de sa famille maternelle le Mali. En 1986, Il y rencontre celle qui deviendra sa femme. Il enregistre le premier album de Nahawa Doumbia qui sera promu Prix Découverte RFI 1984, Tata Bambo Kouyaté, Sali Sidibé, Abdoulaye Diabaté, Amy Koita et Kassé Mady Diabaté entre autres. En 1986, il rachète à l'État Malien le catalogue Mali Kunkan qui contient les merveilles du passé musical malien afin de sauvegarder les bandes qui étaient en train d'être détruites.
En 1987, il décide de produire le chanteur malien Salif Keïta, il donne les moyens financiers et matériels au chanteur qui vient à Paris enregistré au studio Harrison sous la houlette de François Bréant et Jean-Philippe Rykiel. Ibrahima Sylla souhaite un album novateur, qui décloisonne le chant griot mandingue pour propulser la puissante voix de Salif Keïta aux firmaments d'un genre nouveau et iconoclaste entre tradition et modernité. Le pari est réussi, l'album Soro fait connaitre le chanteur sur la scène internationale. Désormais, de nombreux artistes africains sollicitent Ibrahima Sylla. Son label Syllart Records  devient une référence.
Parallèlement, il produit des musiciens zaïrois et basés à Paris tel que Pepe Kalle, Nyboma, Debaba, Defao, il fonde le groupe Quatre Étoiles (en), Yondo Sister, Bopol, Tshala Muana, Mbilia Bel, M'Pongo Love, Sam Mangwana...
1988 est une année faste en productions. Pour célébrer la naissance de son premier enfant, la plupart des albums produits à cette date sortiront sous l'appellation "Binetou Musiques".
Il produit le premier album de la jeune Oumou Sangaré alors que celle-ci n'a que 20 ans. L'album Moussoulou qui contient les plus grands tubes de la chanteuse et qui sera un succès. La même année, il produit le premier album de Baaba Maal Wango, et celui de Nahawa Doumbia Nama Toutou et l'album Moyibi de Pepe Kalle. Les artistes s’enchaînent sous le label Syllart Records (Syllart Productions, Africando).
En 1993, voulant revenir à ses premiers amours, il fonde et crée le groupe Africando qui rencontre notamment le succès, avec le titre Yaye Boy, premier titre de musiciens africain à rentrer dans les charts américains. En 1996, le groupe joue dans la célèbre salle de concert Lincoln Theatre à New York. En 2000, l'album Betece All Stars avec des featuring avec Tabu Ley Rochereau, Koffi Olomidé, Thione Seck, Lokua Kanza et Salif Keïta porte l'album au disque d'or en Europe. Le succès du groupe se propage jusqu'en Amérique Latine et remet au gout du jour la salsa africaine en Afrique.
Sylla a développé le concept Soukous de longueurs et solos rythmés et répétés des guitares et basses, ajoutant des harmonies orchestrales. Un exemple emblématique est dans sa production de l'album solo révolutionnaire de Nyboma, Anicet. Les musiques congolaises de soukous furent très populaires à travers toute l'Afrique, l'Amérique du Sud.
En parallèle, Ibrahima Sylla initie l'orchestration de nouveaux groupes plus acoustiques qui s'imposent comme des concepts musicaux porteur d'un témoignage des métissages musicaux africains et de son patrimoine musical. Dans les années 2000, le label monte le groupe congolais Kékélé composé de Nyboma, Syran Mbenza, Papa Noel, Bumba Massa, Wuta Mayi qui se veut un retour à l'acoustique des musiques de rumba congolaises, le premier album sortira en 2002, il sera acclamé par la presse et le public. Enfin le super-band crée en 2003, Mandekalou réunit de grands musiciens et chanteurs de cultures mandingues du Mali et de la Guinée, Kassé Mady Diabaté, Kandia Kouyaté, Bako Dagnon, Djelimady Tounkara, Sékouba Bambino et Kerfala Kanté).

### Promoteur et conservateur du passé musical africain
Dès les années 1980, voyant que les bandes et le vinyles des productions musicales des années 1950 et 70 sont en train d'être soit détruites soit laissées à l'abandon, il décide de les sauver, en rachetant les catalogues musicaux du Mali (Orchestres nationaux et régionaux Rail Band, Ambassadeurs, Kanaga de Mopti…)  puis de la Guinée (Bembeya Jazz, Balla et ses Baladins, Kandia Kouyaté). Très vite, par amour pour les musiques afro-latines, terme qu'il mit en avant dans les quatre compilations qu'il a produites en 2011, il œuvre pour les catalogues de Tabu Ley Rochereau, Grand Kallé, Dr Nico, Franco et l'Ok Jazz, du béninois Gnonnas Pedro et du Poly Rythmo, du gambien Laba Sosseh.
En 30 ans, les productions Syllart, s’élèvent à plus d’un millier d’albums,, beaucoup ne sont sortis que sous forme de cassettes et n'ont jamais été réédités ni en CD ni en format digital,.
En plus d’avoir  déniché et fait découvrir de nombreux artistes africains sur la scène internationale, Ibrahima Sylla a su dès les années 1980 exhumer, conserver et promouvoir des pépites musicales du passé.
L'acquisition de ces catalogues historiques s'inscrit dans une politique de valorisation et de réédition du patrimoine musical africain.
Dès les années 1990, Ibrahima Sylla ressort des compilations et réédite des albums mythiques (Sory Kandia Kouyaté, Regard sur le Passé du Bembeya Jazz, La compilation Sénégal Flash, le Rail Band).
La série African Pearls,, (Electric Mali 70, Rumba Rock 70 Congo, Musical Effervecence Sénégal 70, Culural Révolution Guinée 70, Côte d'Ivoire West Africa Crossroad) témoigne du travail de réhabilitation et d'exhumation du riche et divers passé musical africain, révélant au public occidental la modernité des musiques des années 1960-1970 (Afro-Funk, Afro-Disco, Funk Psychédelic Mandingue, Afro-Rock, Afro-Latin…)
L'acquisition de ces catalogues et les productions musicales font de Syllart un catalogue significatif des musiques africaines,,.
En 2010, à l'occasion du cinquantenaire des indépendances africaines, une compilation de trois cents titres au total, provenant pour une bonne part des productions d'Ibrahima Sylla et de son catalogue, est récompensé par le Grand Prix Charles Cros,,.

## Disparition du fondateur et Naissance de Syllart Records
Disparu le 30 décembre 2013 à Paris des suites d'une longue maladie et inhumé à Dakar auprès de sa famille, il n'aura jamais cessé de produire durant les dernières années de sa vie.
Produisant plus d'une vingtaine d'albums en 4 ans de maladie, et  faisant la compilation "50 ans des indépendances de l'Afrique" avec une tracklisting de plus de 300 titres choisis et pensé par Ibrahima Sylla, il montrera son aptitude et sa passion pour la promotion des musiques africaines,. La nouvelle de la disparition du producteur et fondateur Ibrahima Sylla a été largement diffusée et des nombreux hommages,, en Afrique et dans le monde ont été rendus pour commémorer le travail et le génie du producteur.
Quelques mois avant sa disparition du label en décembre 2013, comme un clin d'œil aux débuts de l'aventure du label ; Ibrahima Sylla laisse la place à sa fille Binetou Sylla qui prend la direction de Syllart Records. Sa dernière production est celle du groupe Africando qui sort en novembre 2013, un mois avant sa disparition. Sous l'impulsion de son épouse et de sa fille aînée Binetou Sylla, l'aventure Syllart se prolonge.